# Райдингер, Сесилия
Сесилия Райдингер (швед. CeciliaRydinger, полное имя Cecilia Maria Kristina Rydinger, также известна как Rydinger Alin; род. 1961) — шведская дирижёр и хормейстер, руководитель мужского хора Orphei Drängar с 2008 года.

## Биография
Родилась 16 декабря 1961 года в Вестеросе.
Прошла подготовку в качестве дирижёра и церковного музыканта в Королевской высшей музыкальной школе в Стокгольме в 1989—1991 годах. Уже в 1991 году выиграла главный конкурс дирижёров Королевской оперы и с тех пор является неоднократно участником выступлений в этом музыкальном театре Стокгольма. Также Сесилия Райдингер была приглашенным дирижёром в Folkoperan (Стокгольм), Stora Teatern (Гётеборг) и Норрландской опере (Умео).
В период с 1994 по 1998 год Сесилия Райдингер была главным дирижёром в музыкальном театре Вермландская опера. С 1998 по 2007 год преподавала оркестровое дирижирование в Королевской высшей музыкальной школе. 15 октября 2007 года она стала профессором оркестрового дирижирования этого учебного заведения. Таким образом став первой женщиной в странах Северной Европы, занявшей такой пост. С июля 2012 года являлась исполняющим обязанности ректора Королевской высшей музыкальной школе, а с июня 2013 года по июнь 2019 года — ректором.
Одновременно с педагогической деятельностью, в 1988—2008 годах Райдингер была дирижёром мужского хора Allmänna Sången в Уппсальском университете. С 6 мая 2008 года по настоящее время она возглавляет мужской хор Orphei Drängar из Уппсалы. Записывается на шведской звукозаписывающей компании BIS Records.
19 июня 2010 года Сесилия Райдингер руководила хором, представляющим Шведскую хоровую ассоциацию, который участвовал в свадебной церемонии кронпринцессы Виктории и Даниэля Вестлинга.
Ранее (с 1987 года) Райдингер была замужем за музыкантом, также дирижёром Фольке Алином.
Была награждена медалями: Norrbymedaljen (1999), Почетной медалью Уппсальского муниципалитета (2004) и Litteris et Artibus (2005). В 2009 году Сесилия Райдингер была удостоена звания «Хормейстер года».